# Бамбуковые (триба)
Бамбу́ковые (лат. Bambuseae) — триба однодольных растений подсемейства Бамбуковые (Bambusoideae) семейства Злаки (Poaceae).

## Систематика, общая характеристика
Крупная триба в рамках бамбуковых растений: включает в себя общепризнанных 75—110 родов и 1140—1250 видов. Представители распространены в Азии, Южной Америке, на островах Тихого океана, на севере Австралии, в Африке (особенно на Мадагаскаре) и Северной Америке.
Многолетние растения (дорастают до 150 лет), древовидные или кустарники. Корневище хорошо развито, с мощным одревесневающем стеблем — соломиной.
Стебель высокий, цилиндрический, высотой до 40 м и до 30 см в диаметре.